# پوئنت دو بوویر
پوئنت دو بوویر (به لاتین: Pointe de Boveire) یک کوه در سوئیس است که در بخش آنترومون واقع شده‌است. پوئنت دو بوویر ۳٬۲۱۲ متر بالاتر از سطح دریا واقع شده‌است.